# Могилно
Могѝлно (на полски: Mogilno) е град в Централна Полша, Куявско-Поморско войводство. Административен център е на Могиленски окръг, както и на градско-селската Могиленска община. Заема площ от 8,32 км2.